# 飾妝條鰍
飾妝條鰍（學名：Nemacheilus ornatus）為輻鰭魚綱鯉形目條鰍科條鰍屬的其中一種。分布於亞洲泰國塔披河流域，本魚體延長，口下位，觸鬚3對，體色淡黃色，體側有一個黑色的縱向斑紋沿著側線，體背部一條不規則的黑色斑紋沿著背鰭中線與9-16條黑色、垂直斑塊，背鰭軟條12枚，臀鰭軟條8枚，體長可達4.1公分，棲息在河川底層水域，生活習性不明。可做為觀賞魚，飼養時水族箱應該有一個不錯的流速和充氧水，底層提供挖掘的細沙基質和許多光滑的圓形鵝卵石和許多庇護所，如沉木和板岩，合理明亮的照明以模擬發現它們的淺河床。

## 扩展阅读
維基物種上的相關：飾妝條鰍